# Daniel Paulli
Daniel Paulli, född den 23 maj 1640 i Rostock, död i november 1684, var en dansk publicist, son till Simon Paulli, farbror till Joakim Richard Paulli.
Paulli var anställd i bokhandel i Nürnberg, varifrån han kom till Köpenhamn som "bokförare" 1664. Han blev grundläggare av det danska tidningsväsendet. Från augusti 1672 utgav han på tyska veckobladet Extraordinaire relationes, som under krigsåren från 1676 innehöll en särskild avdelning Extraord. oeresundische relation; därjämte från november 1672 på danska Extraord. maanedlige relationer och sedan 1675 veckobladet Dansk advis, varav föga nu är i behåll. Dessa tidningar, som upptog både politiska, litterära och andra nyheter, var de första i Danmark med fortlöpande följd och tål väl jämförelse med samtida utländska. 